# EZ Muscae
EZ Muscae (EZ Mus / HD 116890 / HR 5066) es una estrella variable de magnitud aparente media +6,19 situada en la constelación de Musca. 
Se encuentra a 698 años luz de distancia del sistema solar.
EZ Muscae es una estrella de tipo espectral B8V —también clasificada como B9pSi— con una temperatura efectiva de 12.940 K.
Tiene una luminosidad 427 veces mayor que la luminosidad solar y una masa de 4,0 ± 0,2 masas solares.
Su radio es 3,2 veces más grande que el del Sol.
Con una edad de 132 millones de años, está terminando su etapa como estrella de la secuencia principal.
EZ Muscae es una estrella químicamente peculiar —en concreto una estrella Bp con líneas de absorción fuertes de silicio— con un intenso campo magnético longitudinal de -292 G.
De brillo variable, está catalogada como variable Alfa2 Canum Venaticorum.
Estas variables —entre las que cabe citar a μ Leporis o β Hydrae— muestran una variación de brillo inferior a 0,1 magnitudes; así, la variación de brillo de EZ Muscae es de 0,09 magnitudes a lo largo de un período de 4,3127 días.